# Kopuaranga (rivière)
La rivière Kopuaranga  (en anglais : Kopuaranga River) est un cours d’eau de la région de Wairarapa, dans l’Île du Nord de la Nouvelle-Zélande.

## Géographie
Elle s’écoule généralement au sud d’un pays de collines abruptes, située au sud-ouest de la ville de Eketahuna, atteignant son exutoire dans la rivière Ruamahanga à 5 km au nord de Masterton.